# کیشی شاباقتی
کیشی شاباقتی (به قزاقی: Kishi Shabakty) یک دریاچه در قزاقستان است که در بلندی‌های قزاق واقع شده‌است.